# Wishbone Four
Wishbone Four är ett musikalbum av Wishbone Ash som lanserades 1973 på MCA Records. Det var deras fjärde studioalbum, och det första de gjorde utan producenten Derek Lawrence. Gruppen producerade albumet på egen hand. Albumet innehåller flera folkmusikbaserade ballader. Efter att gruppen turnerat till stöd för denna skiva lämnade originalmedlemmen Ted Turner gruppen och återkom inte förrän 1987. Originalutgåvorna av albumet innehöll en affisch på gruppen.

## Låtlista
1. "So Many Things to Say" - 5:06
2. "Ballad of the Beacon" - 5:04
3. "No Easy Road" - 3:48
4. "Everybody Needs a Friend" - 8:24
5. "Doctor" - 5:53
6. "Sorrel" - 5:03
7. "Sing Out the Song" - 4:24
8. "Rock 'n Roll Widow" - 5:50

## Listplaceringar
- Billboard 200, USA: #44[1]
- UK Albums Chart, Storbritannien: #12[2]
- RPM, Kanada: #41[3]
- VG-lista, Norge: #13[4]